# Schronisko ZHP „Ostoja” w Suchych Rzekach
Schronisko ZHP „Ostoja” w Suchych Rzekach – nieistniejące obecnie schronisko turystyczne (harcerska baza turystyczna), położone na terenie dawnej wsi Suche Rzeki w dolinie Rzeki, obecnie w granicach Zatwarnicy. Obiekt był prowadzony przez Chorągiew Podkarpacką ZHP na terenie, oddanym jej w nieodpłatne użyczenie przez Bieszczadzki Park Narodowy. Całoroczne schronisko posiadało 40 miejsc noclegowych, oferując noclegi w budynku, w którym znajdowały się również: kuchnia, jadalnia oraz sala kominkowa. W sezonie letnim, po rozbiciu namiotów, liczba miejsc noclegowych wzrastała o 80.
W 2007 roku właściciel terenu zadecydował o rozbiórce budynku. Przyczyną był jego zły stan techniczny (korozja chemiczna i biologiczna) oraz materiały użyte do jego budowy i zabezpieczenia (azbest, kleje na bazie żywic fenolowych, impregnaty zawierające pięciochlorofenol, xylamit). Ponadto położony w granicach parku narodowego obiekt nie posiadał oczyszczalni ścieków. Ostatecznie schronisko zlikwidowano wiosną 2008 roku.
Obecnie w Suchych Rzekach istnieje możliwość noclegu w budynku Terenowej Stacji Edukacji Ekologicznej Bieszczadzkiego Parku Narodowego.

## Szlaki turystyczne
- Wetlina-Stare Sioło – Przełęcz Mieczysława Orłowicza – Suche Rzeki – Zatwarnica